# Svarthakedopping
Svarthakedopping (Podiceps auritus) är en fågel som tillhör familjen doppingar. Den förekommer i sjöar i både Europa, Asien och Nordamerika. I häckningsdräkt är den praktfull med svart huvud, rödgula örontofsar, roströd hals och röda ögon. Arten minskar kraftigt i Europa och Nordamerika och betraktas numera som utrotningshotad globalt. I Sverige är dock beståndet numera stabilt.

## Utseende
Svarthakedoppingen är med kroppslängden 31–38 centimeter lång och vingspannet 46–55 centimeter en rätt liten dopping. Den relativt långa halsen och platta hjässan gör att den mer liknar en liten skäggdopping i formen än en smådopping. Näbben är rak och kort, ofta med ljus spets, och ögonen röda. I den ostadiga flykten påminner den lite om en alka, med en liten vit fläck på skuldrorna och en vit vingspegel enbart på armpennorna (jämnstora svarthalsad dopping saknar skulderfläcken och är vit även på handpennorna). 

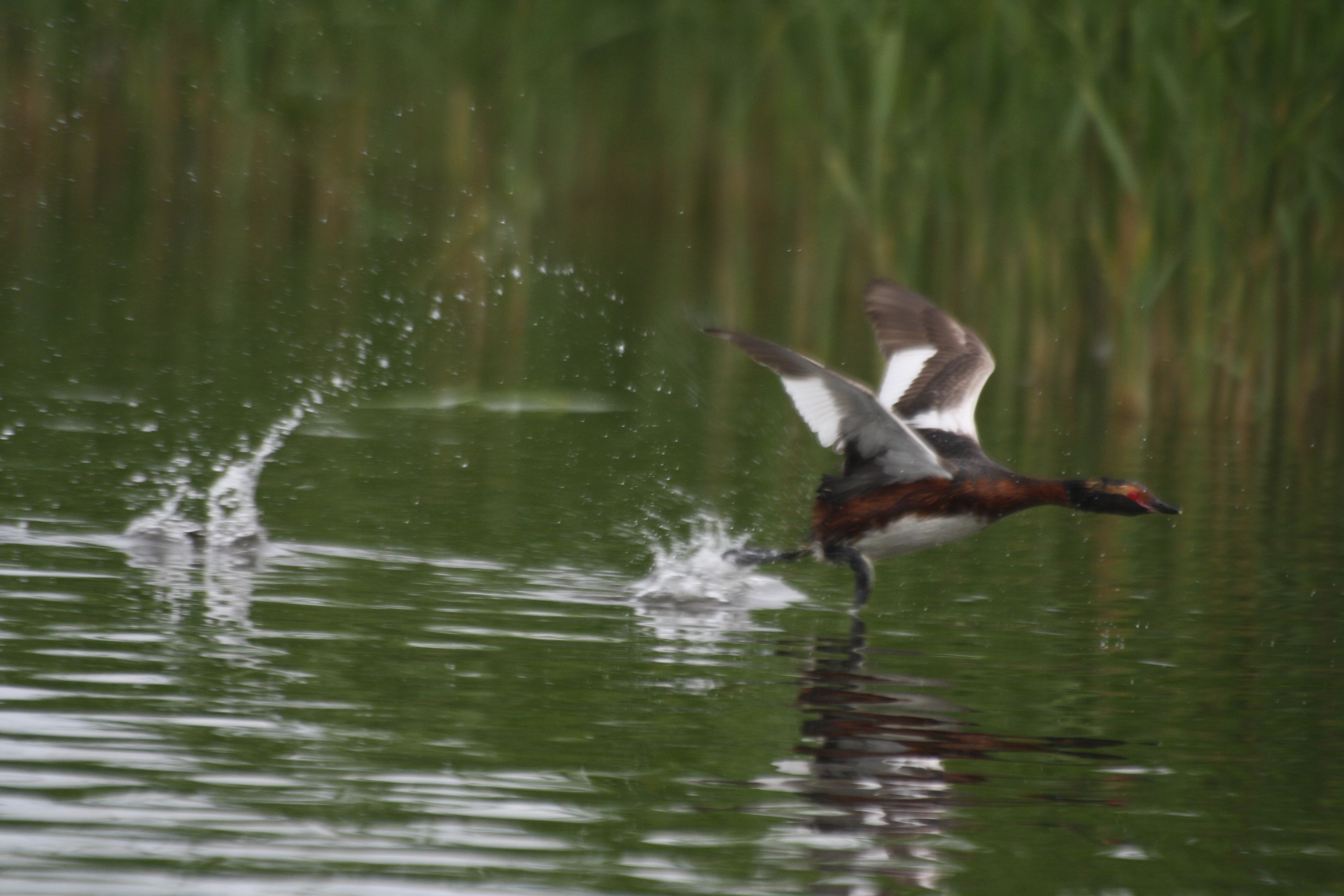
I flykten syns vitt enbart på armpennorna, en artskiljande karaktär från svarthalsad dopping.

Både hanen och honans sommardräkt är omisskännliga med svart huvud med rödgula kraftiga öronliknande tofsar vid sidorna av ansiktet och roströd hals. På vintern är fågeln svart och vit. Den svarta hjässan är olikt svarthalsad dopping tydligt avgränsad från vita huvudsidor.

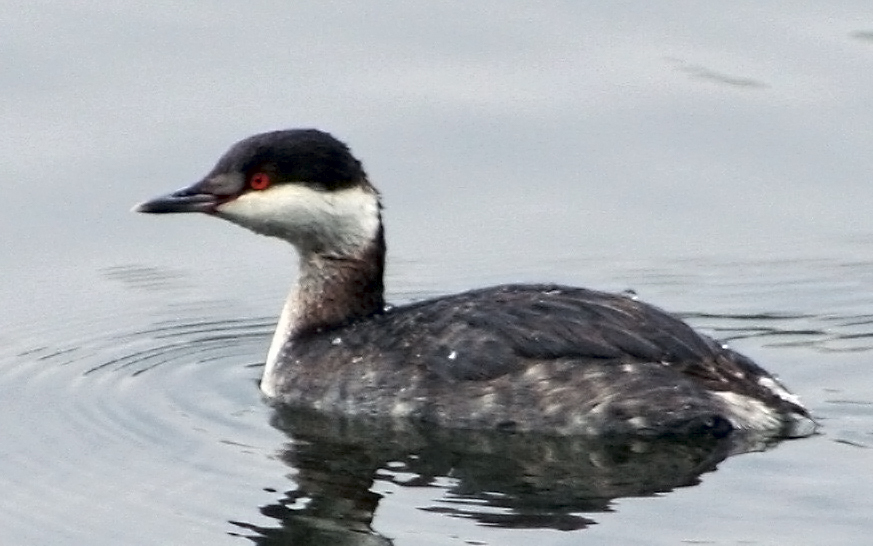
Svarthakedopping i vinterdräkt.

## Läte
Under häckningen hörs hanens rop som en underlig, slående serie höga kraxanden och tjattrande toner följda av långvariga skrik.

## Utbredning och systematik
Svarthakedoppingen häckar i bevuxna områden vid färskvattensjöar i Europa och Asien. Den häckar också i norra delarna av USA inne i landet och i stora delar av Kanada. De flesta fåglar flyttar till kusten på vintern. Nominatformen häckar lokalt från Island och områden runt Östersjön, till Kamchatka. Den övervintrar från Nordsjön till Kaspiska havet och utanför Japanska- och Kinesiska kusten. Underarten cornutus häckar från centrala Alaska till centrala Kanada och centrala och västra delarna av norra USA. Det finns också en isolerad population på ett 20-tal adulta individer som häckar på ögruppen Îles de la Madeleine i Kanada. Underarten övervintrar från Aleuterna till Kalifornien och från Nova Scotia till Texas.

### Underarter
Svarthakedoppingen delas upp i två underarter med följande utbredning:
- eurasisk svarthakedopping[5] Podiceps auritus auritus – nominatformen förekommer lokalt i den palearktiska regionen
- Podiceps auritus cornutus (Gmelin, 1789) – förekommer lokalt i den nearktiska regionen

### Förekomst i Sverige
Svarthakedoppingen förekommer i stora delar Sverige, men framför allt i östra delen av landet. Den häckar i olika sötvattensbiotoper, alltifrån dammar och viltvatten till större sjöar, både näringsrika och näringsfattiga. Det gemensamma är att de alla saknar eller har små fiskpopulationer. Utmed Norrlandskusten återfinns den även i näringsrika kustvikar.

## Ekologi
Liksom alla doppingar bygger den sitt bo i vatten. Den häckar i en mängd olika typer av sötvatten, som små sjöar, dammar, kärr, myrar till större sjöar, både eutrofa slättsjöar och mer näringsfattiga skogssjöar. Själva boet utgörs av en flotte som fästs i buskar, vass, kaveldun eller annan växtlighet ett stycke, oftast minst en meter, ut från land i vattnet, för att få skydd mot landlevande rovdjur. För att häcka kräver den också att det inte finns några rovfiskar, eller mycket lite, som gädda, abborre, lax och mört. 
Vanligen läggs fyra till sju ägg. De individuellt strimmiga ungarna bärs på den vuxnas rygg upp till cirka 5 dagars ålder, men ibland upp till 10 dagar. Ungarna matas av båda föräldrarna. Däremot dyker inte svarthakedoppingen med ungarna på ryggen. Då får den andra föräldern ta hand om ungarna. Från cirka tio dagars ålder börjar de bli mer självständiga och fångar allt mer föda själva. Efter 45–60 dagar lämnar ungarna häckningsplatsen. Då har ofta föräldrarna redan lämnat häckningsvattnet.
Svarthakedoppingen är en utmärkt simmare och dykare, och jagar sitt byte under vattnet. Den kan också fånga föda på vattenytan. Små fiskar är sannolikt den viktigaste födan under vintern. Under häckningstid matas ungarna i första hand med larver från t.ex. fjädermyggor eller andra ryggradslösa djur. Svarthakedoppingen äter också små dunfjädrar. Varför den gör det är inte klarlagt.

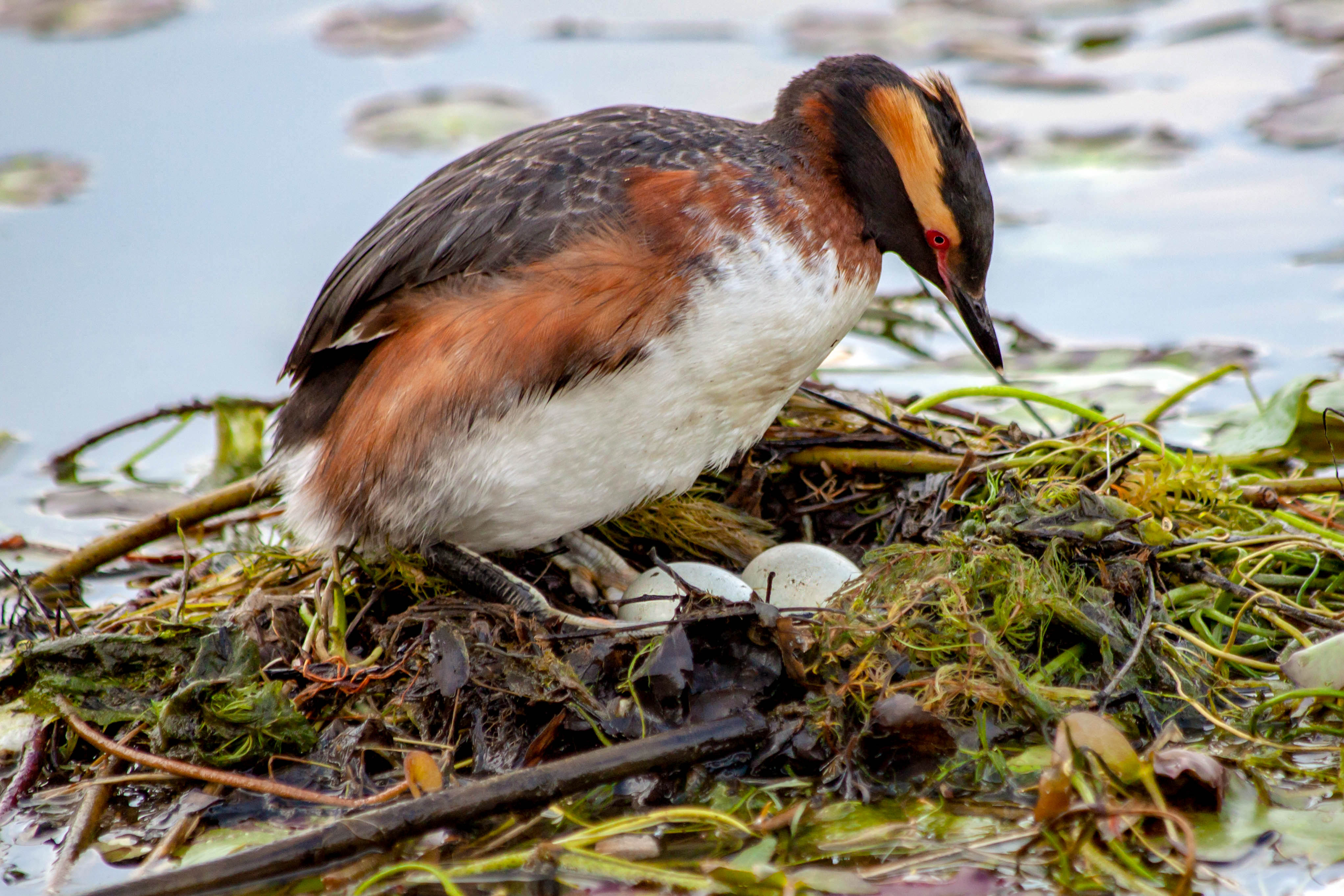
Svarthakedopping på bo med ägg

## Svarthakedopping och människan

### Hot och status
Arten bedömdes länge globalt som livskraftig, men uppgraderades 2015 av IUCN till sårbar (VU). Arten har under den senaste 40 åren minskat kraftigt i både Nordamerika och Europa, vilket främst beror på störningar från människan, skogsavverkning vid häckningssjöar, fluktuerande vattennivåer och inplantering av rovfisk som laxöring och regnbåge.

#### Status i Norden
Troligen har svarthakedoppingen en lång tid tillbaka funnits i Lappland, medan beståndet i resten av landet är yngre. Först etablerade den sig på Öland och Gotland vid mitten av 1800-talet, därefter i östra Sveriges fastland i början av 1900-talet. Under 1940-, 50- och 60-talen ökade arten påtagligt. Vid inventeringar 1969 och 1972 uppskattades det svenska beståndet till 1900–2500 par, men vid nästa riksinventering 1996 hade beståndet halverats. Arten togs därför 2000 upp på Artdatabankens rödlista som sårbar. Riksinventeringen 2011 visade dock att svarthakedoppingen ökat i antal igen. Sedan 2015 har den avförts från rödlistan och beståndet anses idag vara livskraftigt, bestående av cirka 4000 könsmogna individer. I Norge uppskattas beståndet till 1000–1500 par, Island 600 par och Finland 2000–4000 par.

### Namn
Äldre namn för svarthakedopping är örondopping, svarthuvad dopping, kärrdopping och silkesdopping.